# Standolie

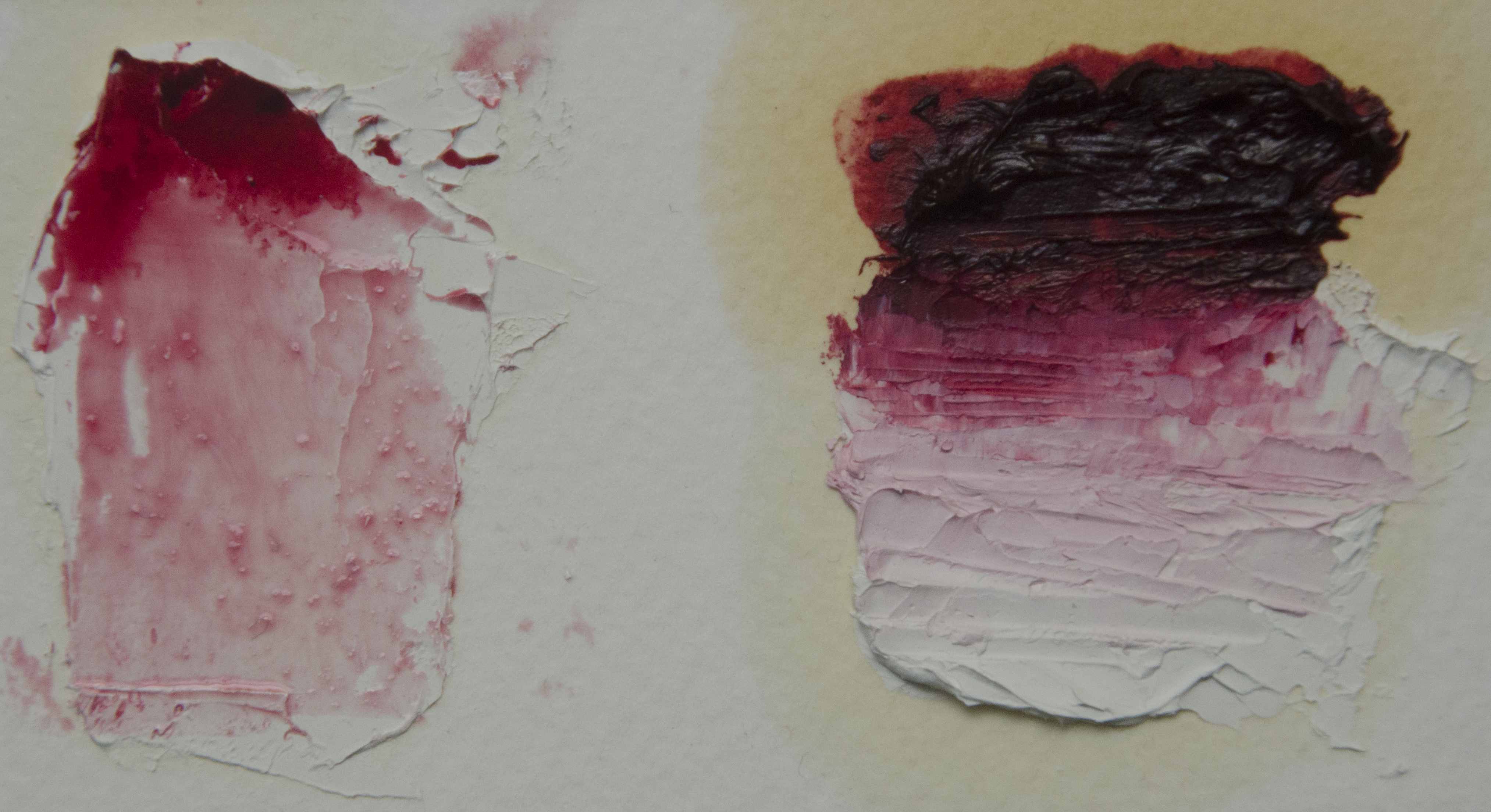
De standolie verdiept in een glacis, links, de kleur ten opzichte van de massatint rechts

Standolie is sterk ingedikte en gekookte lijnolie die wel wordt gebruikt om de laatste lagen olieverf voor een schilderij mee te verdunnen. De standolie is zeer vet en kan dus goed op ook wat vette onderlagen worden aangebracht. Door het indikken is de standolie wat geel van kleur. De standolie droogt echter bijzonder langzaam, maar laat wel een door velen fraai gevonden glans op het schilderij achter. Meestal wordt met de standolie een glacis aangebracht.